# Kisvasúti Bodrog-híd
A kisvasúti Bodrog-híd az egykori, 1980-ban felszámolt keskeny nyomközű Bodrogköz-Hegyközi Kisvasút Sárospatak Bodroghalász városrésze mellett, a Bodrog folyón átívelő, 1913-ban átadott vasszerkezetű vasúti híd.

## Története
A híd a Bodrogközi Gazdasági Vasút 1913-ban átadott Cigánd-Királyhelmec közti első szakaszának meghosszabbításaként Sárospatakig kiépült szakaszán épült fel 1913-ban, Bodroghalász mellett.
A híd átadása 1914 januárjában történt meg. Sárospatak Elágazástól Kenézlőig épült szárnyvonal. Az 1924-ben a Sátoraljaújhely-Füzérkomlós között megépült Hegyközi Vasút keskenynyomtávú vasútvonalát 1927-ben a Sátoraljaújhely-Sárospatak szakasz megépítésével összekötötték. 1930-ban felépült a Balsai Tisza-híd is, minek következtében Kenézlő és Balsa között is közvetlen vasúti összeköttetés jött létre. Balsán pedig a Nyíregyházavidéki Kisvasút (NyVKV) hálózatához kapcsolták a vonalat, így közvetlen összeköttetés jött létre Sátoraljaújhely, Sárospatak és Nyíregyháza között és létrejött Magyarország leghosszabb összefüggő kisvasúti hálózata.
A hídon a Bodrogköz-Hegyközi Kisvasút 1980. november 29-i felszámolásáig zajlott a vasúti személy- és teherforgalom. Bár a kisvasút  felszámolását követően a vágányokat felszedték, a töltések és a kisvasúti Bodrog-híd vasszerkezete a mai napig megmaradt.

## Jellemzői
A vasúti híd két mederpilléren támaszkodva, 3 db 45 méter hosszú hídelemmel, 138 méter összhosszúsággal épült meg, ezzel az átadása idején Európa leghosszabb keskenynyomközű vasúti műtárgya volt.

## Megközelítése
A híd csak földutakon (jellemzően a kisvasút felszámolásával kialakult mezőgazdasági utakon) érhető el; legegyszerűbben a 3801-es út egykori vasúti keresztezésétől, ahonnan kevesebb, mint 800 méterre található.